# دومین نیروی امپراتوری استرالیا
دومین نیروی امپراتوری استرالیا (انگلیسی: Second Australian Imperial Force) نامی بود که در جنگ جهانی دوم به پرسنل داوطلب نیروی زمینی استرالیا داده شد.